# Barsoom
Barsoom és una representació fictícia del planeta Mart creada per l’autor nord-americà Edgar Rice Burroughs. El primer conte de Barsoom es va publicar de manera seriada amb el títol Sota les llunes de Mart el 1912, i es va publicar com a novel·la amb el títol A Princess of Mars el 1917. La van succeir deu seqüeles durant les tres dècades següents, ampliant encara més la visió de Barsoom i afegint-hi altres personatges. Les primeres cinc novel·les són de domini públic als Estats Units i tota la sèrie és gratuïta a tot el món al Projecte Gutenberg Austràlia, però els llibres encara estan protegits per drets d'autor a la majoria de la resta del món.
La sèrie Barsoom, ambientada a finals del segle xix i en què el protagonista John Carter és transportat misteriosament de la Terra a un planeta Mart amb recursos minvants, ha estat citada per molts escriptors de ciència-ficció cèlebres per haver-los servit d'inspiració. Els elements presents als llibres han estat adaptats per molts escriptors en novel·les, contes, còmics, televisió i cinema.

## Sèrie de novel·les
Burroughs va començar a escriure els llibres sobre Barsoom a la segona meitat de 1911 i va produir un volum a l'any entre 1911 i 1914; se'n van fer set més entre 1921 i 1941. El primer conte de Barsoom es va publicar a la revista The All-Story com a Under the Moons of Mars (1912), i després es va publicar en tapa dura com a novel·la completa A Princess of Mars (1917). L'últim conte de Barsoom va ser una novel·la, Skeleton Men of Jupiter, publicada a Amazing Stories el febrer de 1943. Les edicions de la novella A Princess of Mars, The Gods of Mars i Llana of Gathol contenen pròlegs escrits recentment que descriuen les interaccions d’Edgar Rice Burroughs amb John Carter, que es descriu com el tiet avi de Burroughs.
Col·lectivament, aquesta sèrie de novel·les ha estat referida com a Martian Series.
| Ordre | Títol | Publicat com a sèrie                         | Publicat com a novel·la | Narrador fictici | Any de la novel·la |
| ----- | --- | -------------------------------------------- | ----------------------- | ---------------- | ------------------ |
| 1     | Una princesa de Mart (A Princess of Mars)                                                                                     | febrer–juliol 1912, All-Story                | octubre 1917, McClurg   | John Carter      | 1866–1876          |
| 2     | The Gods of Mars | gener–maig 1913, All-Story                   | setembre 1918, McClurg  | John Carter      | 1886               |
| 3     | The Warlord of Mars | desembre 1913 – març 1914, All-Story         | setembre 1919, McClurg  | John Carter      | 1887–1888          |
| 4     | Thuvia, Maid of Mars | abril 1916, All-Story Weekly                 | octubre 1920, McClurg   | tercera persona  | 1888~1898          |
| 5     | The Chessmen of Mars | febrer–març 1922, Argosy All-Story Weekly    | novembre 1922, McClurg  | tercera persona  | 1898~1917          |
| 6     | The Master Mind of Mars | 15 de juliol de 1927, Amazing Stories Annual | març 1928, McClurg      | Ulysses Paxton   | 1917               |
| 7     | A Fighting Man of Mars | abril–setembre 1930, Blue Book               | maig 1931, Metropolitan | Tan Hadron       | 1928               |
| 8     | Swords of Mars | novembre 1934 – abril 1935, Blue Book        | febrer 1936, Burroughs  | John Carter      | 1928~1934          |
| 9     | Synthetic Men of Mars | gener–febrer 1939, Argosy Weekly             | març 1940, Burroughs    | Vor Daj          | 1934~1938          |
| 10    | Llana of Gathol | març–octubre 1941, Amazing Stories           | març 1948, Burroughs    | John Carter      | 1938~1940          |
| 11    | John Carter of Mars, novel·la recopilatòria que conté: John Carter and the Giant of Mars (atribuïda a John Coleman Burroughs) | gener 1941, Amazing Stories                  | juliol 1964, Canaveral  | tercera persona  | 1940               |
| 11    | Skeleton Men of Jupiter (atribuïda a Edgar Rice Burroughs)                                                                    | febrer 1943, Amazing Stories                 | juliol 1964, Canaveral  | John Carter      | 1941–1942          |

### Etimologia
Burroughs sovint inventava paraules de les llengües que parlaven els pobles a les seves novel·les i les utilitzava àmpliament en la narrativa. A Thuvia, Maid of Mars, va incloure un glossari de paraules barsoomianes utilitzades a les primeres quatre novel·les. La paraula "Barsoom", la paraula marciana nativa per a Mart, es compon del nom marcià de planeta, "soom", i la paraula marciana per a vuit, "barra". Això reflecteix comptar Mart com el vuitè cos del sistema solar interior, incloent no només els planetes, sinó el Sol i els satèl·lits de la Terra i de Mart.

### Enfocament dels personatges
A Princess of Mars, la primera novel·la de la sèrie Barsoom, amb les seqüeles The Gods of Mars i The Warlord of Mars, formen una trilogia centrada en el protagonista John Carter i la donzella en perill Dejah Thoris. El fill de John Carter i Dejah Thoris, Carthoris, també es presenta com a personatge menor a The Gods of Mars com també ho és Thuvia.
Uns altres tres llibres se centren en els seus descendents: Carthoris, a Thuvia, Maid of Mars, la seva germana, Tara de l’Heli, a The Chessmen of Mars, i la filla de Tara, Llana de Gathol, a la Llana of Gathol.
Ulysses Paxton, un altre home de la Terra transportat a Mart, és el focus de The Master Mind of Mars, i la resta de llibres se centren en les aventures posteriors de John Carter (Swords of Mars i John Carter of Mars), o en personatges nadius marcians (A Fighting Man of Mars i Synthetic Men of Mars).

### Forma
La majoria dels contes són novel·les; però dues són col·leccions d’obres més curtes: Llana of Gathol té quatre novel·les enllaçades, publicades originalment a Amazing Stories durant l'any 1941, i John Carter of Mars està compost per dues novel·les.
La majoria dels contes són narracions en primera persona. John Carter narra A Princess of Mars, The Gods of Mars, The Warlord of Mars, Swords of Mars, les quatre novel·les de la Llana of Gathol i "Skeleton Men of Jupiter" a John Carter of Mart. Ulisses Paxton narra una, La ment mestra de Mart. El guardià marcià Vor Daj narra els Synthetic Men of Mars i l’oficial de la marina marciana Tan Hadron narra A Fighting Man of Mars. Dues altres novel·les, Thuvia, Maid of Mars i The Chessmen of Mars, estan escrites en tercera persona, igual que "John Carter i el gegant de Mart" a John Carter of Mart.

#### Introduccions
Començant per A Princess of Mars, Burroughs va establir una pràctica que va continuar a les quatre seqüeles d’introducció de la novel·la com si li passessin personalment a ell un relat, en el qual John Carter apareix com una figura avuncular coneguda per la seva família durant anys. El mateix dispositiu apareix a diverses seqüeles:The Gods of Mars, The Chessmen of Mars, Swords of Mars, i Llana of Gathol.

### Autoria
Tots els contes de Barsoom es van publicar amb el nom d'Edgar Rice Burroughs, excepte Under the Moons of Mars, la primera publicació d' A Princess of Mars, que es va publicar amb el pseudònim de "Norman Bean". En realitat, Burroughs havia escrit "Normal Bean" (que significa no és una bogeria) al manuscrit presentat; però el maquetador del seu editor el va canviar per "Norman". Es creu que la primera novel·la de John Carter of Mart, "John Carter and the Giant of Mars", va ser escrita pel fill de Burroughs, John "Jack" Coleman Burroughs, tot i que suposadament va ser revisat pel seu pare. Va ser reconegut pels fans, en publicar-se, com a improbable que fos l'obra de Burroughs, ja que l'escriptura és de qualitat juvenil en comparació amb la de les altres històries de Burroughs.

### Gènere
Les històries són de ciència-ficció fantàstica, pertanyents al subgènere de romanç planetari, que té elements marcats tant de ciència-ficció com de fantasia. Les històries de romanç planetari són similars als contes d’espases i de bruixeria, però inclouen aspectes científics. La majoria tenen lloc a la superfície d’un món extraterrestre, amb freqüència inclouen lluites d’espases, monstres, elements sobrenaturals, com ara habilitats telepàtiques i civilitzacions similars a la Terra en èpoques pre-tecnològiques, particularment amb la inclusió d’estructures socials dinàstiques o religioses. Les naus espacials apareixen a les històries, però no són fonamentals per a la història. La sèrie també es pot classificar com el gènere estretament relacionat amb el Sword and planet, que consisteix en històries essencialment d'espasa i bruixeria que tenen lloc en un altre planeta.
Les històries també comparteixen una sèrie d’elements amb els westerns, ja que presenten paisatges desèrtics, dones capturades i un enfrontament final amb l’antagonista.
Les històries de Barsoom de Burroughs es consideren romanços planetaris seminaris. Tot i que existien exemples abans de la publicació de les seves obres, són la principal influència en les nombroses obres d’aquest tipus que van seguir. El seu estil de romanç planetari ha deixat d'escriure's i publicar-se al corrent principal, tot i que els seus llibres continuen imprimint-se.

### Trama
Com la majoria de la ficció de Burroughs, les novel·les de la sèrie són majoritàriament quaderns de viatges, presenten una violència abundant i sovint representen herois civilitzats capturats per cultures incivilitzades i imiten els seus captors per sobreviure.
La majoria de les novel·les de Barsoom segueixen una estructura argumental familiar, on un heroi es veu obligat en un lloc llunyà a la recerca d’una dona segrestada per un dolent odiós però poderós.
Els personatges femenins solen ser virtuosos i lluiten contra les insinuacions amoroses i altres perills fins a connectar amb l'heroi; el qual, lluita per si mateix contra una varietat d'enemics i deposa petits governants de poblacions severament reprimides, normalment amb l'ajuda d'un nadiu.

### Motius
El món de Barsoom és moralment inequívoc: els personatges són bons o dolents; no hi ha sentit de la relativitat moral. El sentit de l’honor transcendeix la raça o l’afiliació política i els personatges es barallen entre ells i contra els seus adversaris, perquè és el correcte. Se celebren qualitats de compassió, lleialtat i valentia, i la insensibilitat, l'engany i la covardia són mal vistos.
Normalment, les novel·les inclouen descripcions d’aspectes del món marcià com l’arquitectura i la presència de paisatges desolats marcats per ciutats abandonades, èxits tecnològics, medicina avançada, elements culturals com pràctiques religioses supersticioses i hàbits alimentaris, pràctiques de cria i mètodes de control de la població. Moltes ciutats i civilitzacions perdudes i viatges a inferns oblidats apareixen a través de la sèrie, i el medi ambient més enllà de les ciutats està poblat per una gran quantitat de feres ferotges, moltes aproximadament equivalents a criatures de la Terra i la majoria amb múltiples conjunts de membres. Hi ha nombrosos exemples de sorprenents coincidències i Deus ex machina en benefici general dels protagonistes.
També apareixen científics bojos, sent Ras Thavas de The Master Mind of Mars i Synthetic Men of Mars el principal exemple, tot i que un altre té un paper destacat a A Fighting Man of Mars. També són habituals les incidències de l’ús de la superstició per part dels cultes religiosos per controlar i manipular els altres.
A Princess of Mars va ser possiblement la primera ficció del segle XX en presentar una llengua planificada; tot i que Barsoomian no estava especialment desenvolupat, sí que va afegir versemblança a la narrativa.

### Dolents
La majoria dels dolents de la sèrie Barsoom són implacablement malvats; són governants o dèspotes dels principals imperis o dels feus amagats; solen ser odiats pels seus súbdits; i posseeixen un apetit sexual voraç, generalment dirigit cap a l’heroïna. El patró l’ha establert Tharkian Jeddak Tal Hajus a la primera novel·la, A Princess of Mart. Altres exemples inclouen el Salensus Oll de The Warlord of Mars, Nutus of Dusar a Thuvia, Maid of Mars i Ul Vas, Jeddak of the Tarids a Swords of Mars.

## Personatges principals

### Earthmen

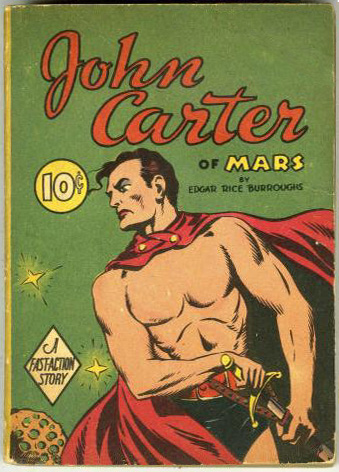
John Carter.

- John Carter: el capità John Carter és un terrestre, originari de Virgínia. Va lluitar a la guerra civil nord-americana al bàndol confederat.[15] Després de la guerra es va traslladar al sud-oest dels Estats Units per treballar com a prospector. El 1866, ell i el seu soci prospector es van fer rics, però el soci va ser assassinat pels indis americans i Carter es va refugiar en una cova, on va ser vençut pel fum produït per una dona índia americana i es va despertar a Mart. Va desaparèixer efectivament durant deu anys [mentre estava a Mart], i es va creure mort, però va tornar a sorgir a Nova York el 1876, establint-se a Hudson. Va semblar morir el 1886, deixant instruccions a Burroughs, que es refereix a ell com a "oncle", per enterrar-lo en una cripta i deixant a Burroughs el manuscrit d'A Princess of Mart amb instruccions de no publicar-lo durant 21 anys més.[4] No té memòria abans dels 30 anys i sembla que no envellirà mai. És hàbil amb el comandament, l'equitació, les espases i totes les armes. Fa 1'90 metre d'alçada, té els cabells negres i els ulls color gris acer. És honorable, valent i eternament optimista, fins i tot davant d’una mort segura.[13] És transportat al planeta Mart per una forma de projecció astral. Allà es troba amb formidables criatures alienígenes i diverses races marcianes en guerra, guanya la mà de la princesa marciana Dejah Thoris i ascendeix a la posició de senyor de la guerra de Mart. Protagonista de les tres primeres novel·les, Carter també encapçala el vuitè, el desè i l’onzè llibre, i és un personatge secundari important de la quarta i la novena novel·la.
- Ulysses Paxton: el personatge central de The Master Mind of Mars. Paxton és un soldat de la Primera Guerra Mundial que és transportat a Barsoom després de ser ferit de mort i es converteix en l’ajudant del científic Ras Thavas.

### Marcians
- Dejah Thoris: una princesa d’Heli; valenta, casta i amb recursos tot i el segrest freqüent per part dels dolents. Filla de Mors Kajak, Jed (príncep o rei) del Petit Heli i neta de Tardos Mors, Jeddak (rei o emperador) de l’Heli, és molt aristocràtica i ferament orgullosa del seu patrimoni.[13] Es presenta a principis de la primera novel·la de Barsoom, A Princess of Mars, i és l’interès amorós de John Carter. Ella és un personatge central de les tres primeres novel·les, i la seva captura per part de diversos enemics i la seva posterior persecució per part de John Carter són una força motivadora constant en aquests contes. És un personatge menor de The Chessmen of Mars i John Carter of Mars.
- Tars Tarkas: un guerrer marcià verd inusualment compassiu entre la seva gent, que es fa amic de John Carter i lliura moltes batalles al seu costat. Carter l’ajuda a convertir-se en Jeddak de la seva societat i negocia una aliança entre ells i la ciutat-estat d’Heli, que es tradueix en la destrucció dels seus enemics, la ciutat de Zodanga, al final d’A Princess of Mars;[4] però Tars Tarkas conserva gran part de la seva personalitat anterior.[12]
- Thuvia of Ptarth: una princesa de Ptarth, que apareix per primera vegada a The Gods of Mars, com una esclava, rescatada per John Carter del nefast Therns, i posteriorment empresonada amb la dona de Carter, Dejah Thoris, a una presó que només es pot obrir una vegada per any i roman al seu costat fins a la conclusió de The Warlord of Mars. Com moltes de les heroïnes marcianes de Burroughs, és dura, valenta i orgullosa, i s'identifica fortament amb la seva posició aristocràtica a la societat marciana. Normalment, també és segrestada per malvats que desitgen utilitzar-la per obtenir beneficis polítics. A Thuvia, Maid of Mars, el seu rescat proporciona una motivació principal per a la trama d’aquesta novel·la. Ella és un personatge central de Thuvia, Maid of Mars i l’interès amorós de John Carter i el fill de Dejah Thoris Carthoris.
- Ras Thavas: un científic boig que desenvolupa tècniques de trasplantament de cervell i una forma de clonació; un personatge principal de The Master Mind of Mars i Synthetic Men of Mars.
- Tan Hadron: un jove oficial de la marina vermella marciana i el personatge central d’A Fighting Man of Mars.
- Vor Daj: un soldat a la guàrdia de John Carter. Personatge principal de Synthetic Men of Mars, que passa gran part de la novel·la amb el cervell trasplantat a un cos sintètic horrible però poderós.
- Gahan de Gathol: un príncep de Gathol; l’interès amorós per Tara d’Heli i pare de Llana of Gathol; un personatge principal de The Chessmen of Mars .

### Marcians descendents de John Carter i Dejah Thoris

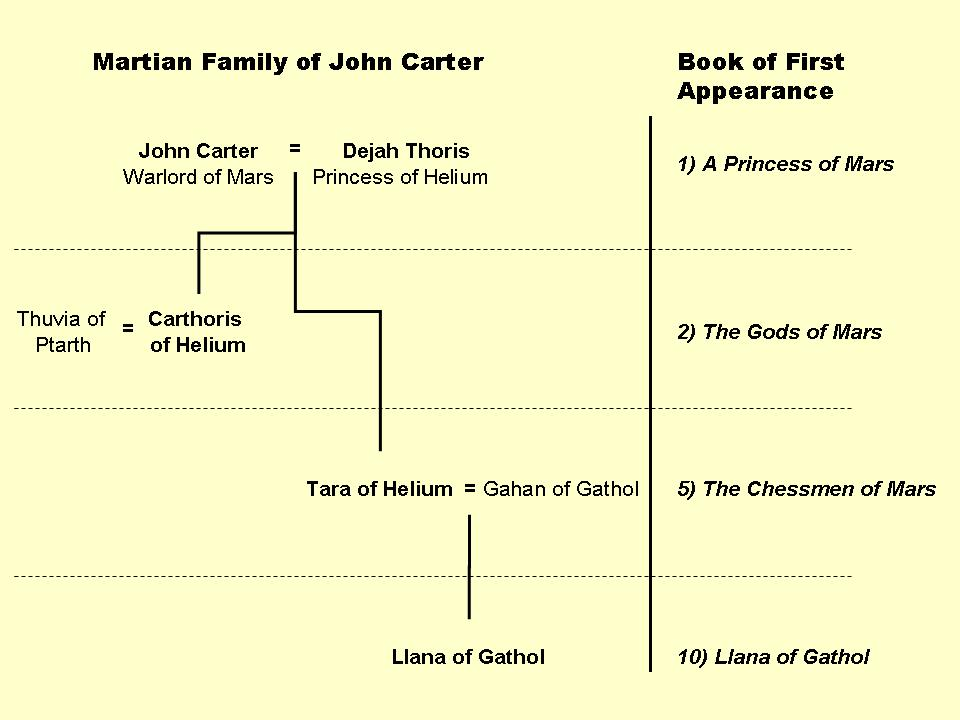
EDescendents de John Carter

- Carthoris: fill de John Carter i Dejah Thoris, que hereta la força superior del seu pare. Un personatge menor a The Gods of Mars. Personatge principal de Thuvia, Maid of Mars i interès amorós de Thuvia.[15]
- Tara of Helium: filla impetuosa de John Carter i Dejah Thoris, que fuig i es veu involucrada en diverses situacions perilloses com a personatge principal de The Chessmen of Mars. És l’interès amorós de Gahan de Gathol i mare de Llana of Gathol.
- Llana de Gathol: neta de John Carter i Dejah Thoris i filla de Tara d’Heli i Gahan de Gathol; un personatge principal de les històries recollides a la Llana of Gathol.

## Entorn
Tot i que els contes de Burroughs Barsoom mai aspiraven a res més que a l'escapisme, la seva visió de Mart s'inspirava lliurement en l'especulació astronòmica de l’època, especialment la de Percival Lowell, que veia el planeta com un món antigament terrestre que ara esdevenia menys hospitalari a la vida a causa de la seva edat avançada. Els habitants de Barsoom, que viuen en un planeta envellit, amb recursos minvants, s'han endurit i han estat guerrers, lluitant entre ells per sobreviure. Un cop un món humit amb continents i oceans, els mars de Barsoom es van assecar gradualment, deixant un planeta sec de terres altes intercalades amb fons marins coberts de molsa. Les ciutats abandonades voregen les antigues costes. Els darrers vestigis de les antigues masses d’aigua són els grans aiguamolls toonolians i l'antàrtic Mar Perdut de Korus.
Els barsoomians distribueixen els seus subministraments d’aigua escassos a través d’un sistema mundial de canals de Mart, controlat per les ciutats-estats en disputa a les seves confluències. La idea dels "canals" marcians prové de les observacions telescòpiques dels astrònoms del segle xix que, a partir de Giovanni Schiaparelli el 1877, creien veure xarxes de línies al planeta. Schiaparelli els va anomenar canali, que significa "canals", però mal traduïts en anglès com a "canals" enlloc de "channels". Durant el temps en què Burroughs va escriure les seves primeres històries de Barsoom, diversos científics destacats van proposar la teoria, en particular Lowell, que es tractava de grans obres d'enginyeria construïdes per una raça intel·ligent. Aquesta visió, encara que és totalment falsa com es coneix ara, va inspirar molta ciència-ficció. L'aprimament de l'atmosfera barsoomiana es reposa artificialment per una "planta de l'atmosfera" de la funció de la qual depèn tota la vida del planeta.
L’any marcià comprèn 687 dies marcians, cadascun dels quals dura 24 hores i 37 minuts. (Presumiblement, Burroughs va derivar-ho de les xifres publicades per Lowell, però va substituir erròniament el nombre de dies terrestres de 24 hores durant l'any marcià en lloc del nombre de dies marcians de 24,6 hores, que és de només 669.) Els dies són calorosos (de nou se sap que són falsos) i les nits són fredes, i sembla que hi ha poques variacions climàtiques a tot el planeta, excepte als pols.
Burroughs va explicar les seves idees sobre l'entorn marcià en un article "A Dispatch on Mars" publicat al London Daily Express el 1926. Va suposar que Mart abans era idèntic a la Terra; per tant, s'hauria produït un desenvolupament evolutiu similar de la fauna. Va fer referència als vents, les neus i els pantans observats suposadament pels astrònoms, com a prova d’una atmosfera, i que els residus del planeta havien estat regats (probablement fent referència als “canals” de Lowell), cosa que suggeria que existia una civilització avançada al planeta.

## Pobles i cultura
Totes les races barsoomianes s'assemblen a l'ésser humà en la majoria dels aspectes, excepte per ser ovípars i tenir una vida útil superior a 1.000 anys (tot i que l'esperança de vida real és molt menor.) No obstant això, els marcians verds són molt més alts, tenen quatre braços, ullals i les orelles per antenes. La tradicional vida marciana de 1.000 persones es basa en el pelegrinatge habitual pel riu Iss, que pràcticament tots els marcians prenen per aquesta edat o aquells que se senten cansats de la seva llarga vida i esperen trobar un paradís al final del seu viatge. Ningú no torna d’aquest pelegrinatge, ja que condueix a la mort gairebé segura de mans de ferotges criatures.
Tot i que les marcianes ponen ous, tenen inexplicablement característiques de mamífers com el melic i els pits. Tot i que tenen pells de diversos colors i els seus cossos difereixen en alguns casos dels humans tradicionals, són molt similars a les varietats dels humans de la Terra i hi ha poques diferències. Només hi ha un idioma parlat a tot el planeta, però hi ha diversos sistemes d’escriptura.
Tots els marcians són telepàtics entre ells i també amb animals domèstics. Altres habilitats telepàtiques es demostren al llarg dels llibres. Els lotaris de Thuvia, Maid of Mars, són capaços de projectar imatges de guerra que poden matar per suggeriment. A The Warlord of Mars, les nacions es descriuen com bel·licoses i autosuficients; però a The Gods of Mars s'esmenten comerciants estatals interurbans i a Thuvia, Maid of Mars, també es descriuen altes posicions d’escenografia per als transatlàntics interurbans.
La majoria de les cultures són dinasties o teocràcies.

### Marcians vermells
Els marcians vermells són la cultura dominant a Barsoom. S'organitzen en un sistema de ciutats-estat imperials incloent Heli, Ptarth i Zodanga, que controlen el sistema de canals planetaris, així com altres ciutats-estat més aïllades de l’interior. Els marcians vermells són els descendents mestissos dels antics marcians grocs, marcians blancs i marcians negres, els quals queden restes en zones aïllades del planeta, particularment als pols. A A Princess of Mars es diu que els marcians vermells van ser criats quan els mars de Barsoom van començar a assecar-se, amb l'esperança de crear una raça resistent per sobreviure al nou entorn.
Són, com totes les races humanoides de Mart, ovípars, és a dir, que el seu nounat surt dels ous.
Els marcians vermells són molt civilitzats, respecten la idea de propietat privada, compleixen un codi d’honor i tenen un fort sentit de l'equitat. La seva cultura es regeix per la llei i està avançada tecnològicament. Són capaços d’estimar i tenen famílies.

### Marcians verds

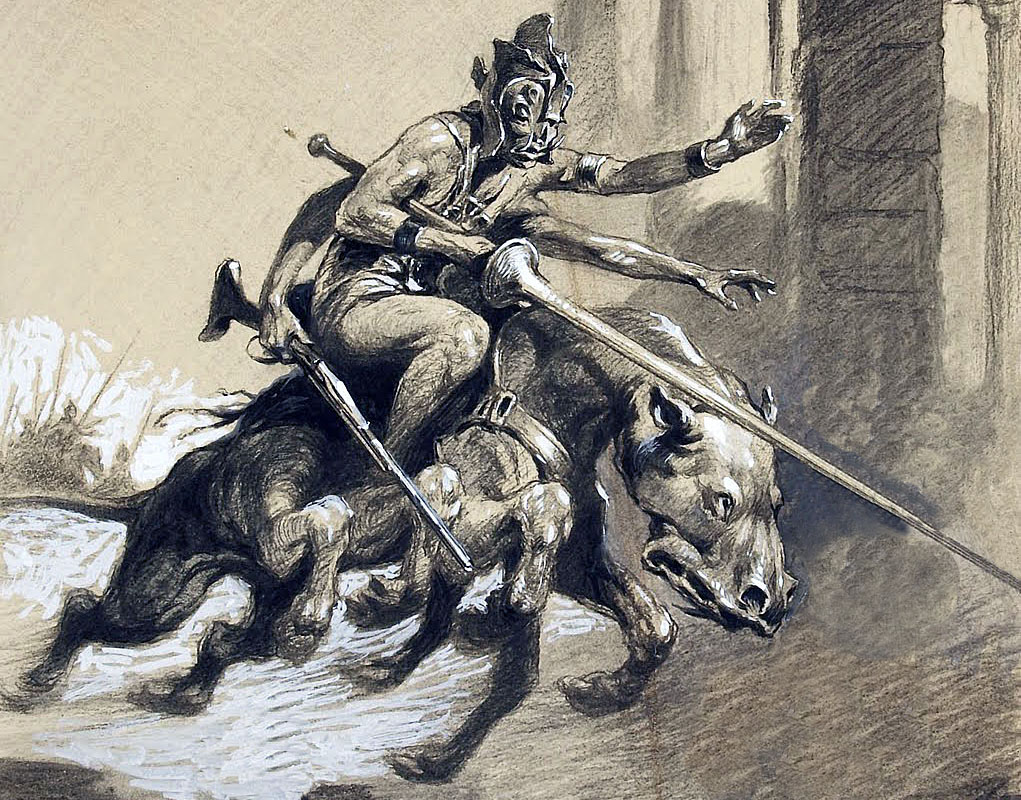
Un marcià verd de quatre braços armat en el seu thoat, representat a l'edició original de 1920 de Thuvia, Maid of Mart.

Els marcians verds tenen un 15 peus (4.6 m) alçada els mascles i 12 peus (3.7 m) les femelles, tenen dos braços, dues cames i dues extremitats intermèdies que es poden utilitzar com a braços o cames a voluntat. Els seus ulls estan situats al costat del cap i es poden moure independentment els uns dels altres per tal de veure en dues direccions alhora. Són nòmades, guerrers i bàrbars, no formen famílies, tenen poc concepte d’amistat o amor i gaudeixen infligint tortures a les seves víctimes. La seva estructura social és altament comunitària i rígidament jeràrquica, formada per diversos nivells de caps, amb el càrrec més alt de Jeddak obtingut per combat mortal.
Els homes verds són primitius, intel·lectualment poc avançats, no tenen cap tipus d’art i desconeixen el llenguatge escrit. Mentre fabriquen armes de tall, qualsevol tecnologia avançada que tinguin, com ara "pistoles de radi", és robada a les incursions contra els marcians vermells. Viuen a les antigues ciutats en ruïnes deixades per les civilitzacions que van viure a Barsoom durant una època més avançada i hospitalària de la història del planeta. Tars Tarkas, que es fa amic de John Carter quan arriba per primera vegada a Barsoom, és una excepció inusual del típic despietat marcià verd, per haver conegut l'amor de la seva pròpia parella i filla.
A les novel·les, els marcians verds són sovint anomenats pels noms de les seves hordes, que al seu torn prenen els seus noms de les ciutats abandonades que habiten. Així, els seguidors de Tars Tarkas, amb seu a l'antiga ciutat en ruïnes de Thark, són coneguts com a "Tharks". Altres hordes porten el nom de Warhoon, Torquas i Thurd.

### Marcians grocs

#### Okarians
Els marcians grocs estan suposadament extingits, però a The Warlord of Mars es troben amagats a cúpules de ciutats secretes del pol nord de Mart. En el moment en què John Carter arriba a Barsoom, la raça groga només es coneix als contes de dones velles i a les històries de fogueres.
L’únic mitjà d’entrada a la ciutat dels Okarians és a través de les Coves Carrion, que són tan desagradables com el seu nom indica. Es desaconsella el viatge aeri per sobre de la barrera mitjançant l'ús d'un gran pilar magnètic anomenat "The Guardian of the North", que atrau inexorablement volants de totes les mides a la seva condició quan xoquen amb l'estructura.
Les seves ciutats són hivernacles que protegeixen del fred, però a l'aire lliure prefereixen pells i botes d'orluk. Físicament són grans i forts, i els homes normalment porten barbes negres arrissades.

### Marcians blancs

#### Orovars
Els marcians blancs, coneguts com "orovars", van ser governants de Mart durant 500.000 anys, amb un imperi de ciutats sofisticades amb tecnologia avançada. Tenien la pell blanca, amb els cabells rossos o castanys. Una vegada van ser una raça marinera, però quan els oceans van començar a assecar-se van començar a cooperar amb els marcians grocs i negres per criar els marcians vermells, preveient la necessitat de ceps resistents per fer front al medi ambient més dur. Es van convertir en decadents i es van «excivilitzar». Al començament de la sèrie es creu que estan extingits, però tres poblacions restants (els Orovars, els Therns i els Lotharians) encara viuen en secret i es van descobrint a mesura que avancen els llibres.

#### Lotharians
Els lotaris són una població remanent dels marcians blancs originals, que només apareixen a Thuvia, Maid of Mars. Només en queden 1000, tots homes. Són hàbils en telepatia, són capaços de projectar imatges que poden matar o proporcionar aliment. Viuen una existència reclosa en una zona remota de Barsoom, debatent la filosofia entre ells.

#### Therns
Descendents dels marcians blancs originals que viuen en un complex de coves i passatges als penya-segats sobre la vall Dor. Aquest és el destí del riu Iss, sobre els corrents del qual viatgen la majoria dels marcians, en un pelegrinatge que busca el paradís final, un cop cansat de la vida o quan s'arriba als 1000 anys. La vall està realment poblada per monstres que, supervisats per Therns, ataquen tots els que entren a la vall, matant-los i exsanguinant-los perquè els Thern puguin canibalitzar, excepte els que els dirigents trien per a esclavitzar. Es consideren una creació única, diferent dels altres marcians. Mantenen la religió marciana a través d’una xarxa de col·laboradors i espies a tot el planeta. Quan arriben als 1000 anys, peregrinen al temple d'Issus, sense saber que han estat manipulats per fer-ho per ser sacrificats pels Negres de Mart en un engany similar al que practiquen els Therns en altres marcians. També són l'objectiu reiterat de les incursions dels marcians negres per capturar les seves femelles com a esclaus. Són de pell blanca (d’un to de pell prou proper als caucàsics humans que John Carter va ser capaç de plantejar fàcilment) i els mascles són calbs però porten perruques rosses.

### Marcians negres (Primer Naixement)
La llegenda suggereix que els marcians negres són habitants d'una de les llunes de Mart, quan de fet viuen en una fortalesa subterrània a prop del pol sud del planeta, al voltant del mar submartià d'Omeà, sota el mar perdut de Korus, on es guarden una gran armada aèria. Es diuen a si mateixos "Primogènits", creient-se com una creació única entre les races marcianes, i veneren Issus, una dona que es titlla de Déu de la religió marciana, però que no ho és. Freqüenten atacs contra els marcians blancs Therns, que mantenen la falsa religió marciana, portant a la gent com a esclaus. John Carter derrota la seva armada a The Gods of Mars.

### Altres

#### Kaldanes i Rykors
A The Chessmen of Mars s'introdueixen els Kaldanes de la regió Bantoom, la forma dels quals és gairebé tota cap, excepte sis potes com les aranyes i un parell de chelae, i l’objectiu racial és evolucionar encara més cap a un intel·lecte pur i allunyat de l'existència corporal. Per tal de funcionar en l’àmbit físic, han criat els Rykors, una espècie complementària composta per un cos similar al d’un exemplar perfecte de marcià vermell però que no té cap; quan el Kaldane es col·loca sobre les espatlles del Rykor, un feix de tentacles es connecta amb la medul·la espinal del Rykor, cosa que permet al cervell del Kaldane interactuar amb el cos del Rykor. Si el Rykor es fa malbé o mor, el Kaldane només s'enfila sobre un altre, com un terrícola pot canviar de cavall.

#### Homes Kangaroo
Una gent menor de Barsoom són els homes cangurs de Gooli, anomenats així per les seves cues grans, semblants a cangurs, per la seva capacitat de saltar grans distàncies i la cria dels seus ous en bosses. Es presenten com una raça d’individus presumits i covards. El seu caràcter moral no està molt desenvolupat; són covards devots i lladres menuts, que valoren (a part de la seva vida) només un "tresor" format per boniques pedres, petxines de mar, etc.

#### Hormads
A més de les races naturals de Barsoom, Burroughs va descriure els Hormads, homes artificials creats pel científic Ras Thavas com a esclaus, obrers, guerrers, etc. en tines gegants al seu laboratori del pantà Toolian a Synthetic Men of Mars i "John Carter i el gegant de Mart ". Tot i que els Hormads es reconeixien generalment com a humanoides, el procés era lluny de ser perfecte i generava monstruositats que van des de l'ocasional nas o ull mal col·locat fins a "una gran massa de carn viva amb un ull en algun lloc i una sola mà "

## Tecnologia
Quan Burroughs va escriure el primer volum de la sèrie Barsoom, l'aviació i la tecnologia de ràdio estaven en els seus inicis i la radioactivitat era una ciència incipient. Malgrat això, la sèrie inclou una sèrie de desenvolupaments tecnològics que inclouen municions de radi, batalles entre flotes d'avions, dispositius similars als faxos i televisors, manipulació genètica, elements de terraformació i altres idees. Un dispositiu notable esmentat és la "brúixola direccional"; es pot creure que aquest és el precursor del ja comú "sistema de posicionament global", o GPS.

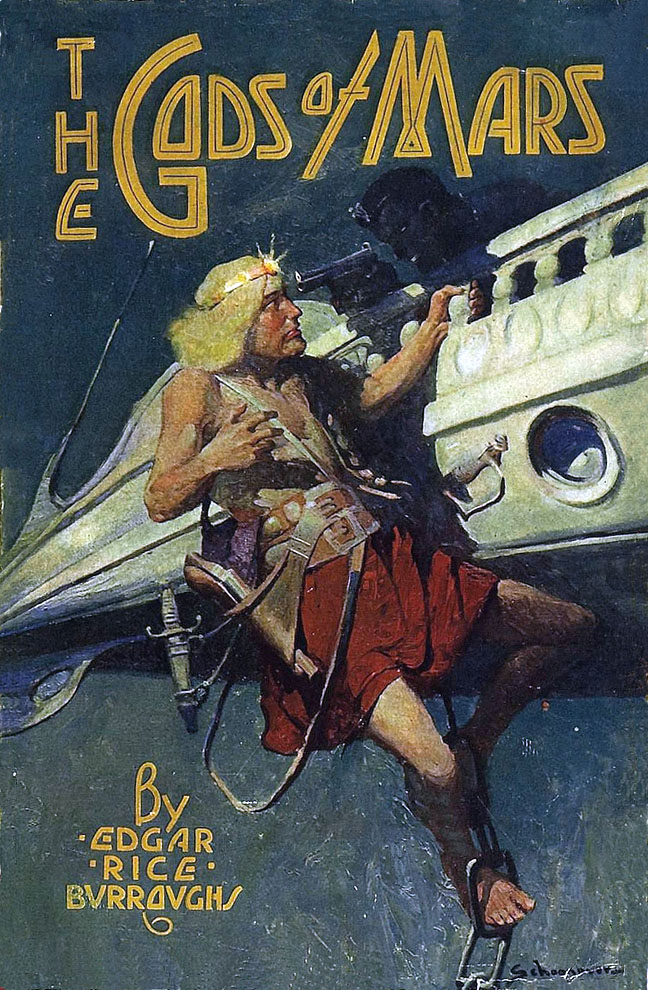
Portada de The Gods of Mars amb un marcià volador.

### Voladors
Els marcians vermells tenen màquines voladores, tant transports civils com flotes d’embarcacions de guerra fortament armades. Aquests es mantenen amunt a través d'alguna forma d' anti-gravetat, que Burroughs explica relacionant-se amb els raigs del Sol. Els voladors viatgen a aproximadament 166.1 milles per hora (267.3 km/h).
A Thuvia, Maid of Mars, el fill de John Carter, Carthoris, inventa el que sembla ser un precursor parcial del pilot automàtic (diverses dècades abans que es fes realitat). El dispositiu, basat en la tecnologia de brúixola marciana existent, permet al pilot arribar a qualsevol destinació programada, només ha de mantenir l'embarcació apuntada en la direcció establerta. En arribar, el dispositiu baixa automàticament l'embarcació a la superfície. També inclou una mena de detector de col·lisions, que utilitza raigs de radi per detectar qualsevol obstacle i dirigeix automàticament l'embarcació cap a un altre lloc fins que l’obstacle ja no es detecta. Aquest dispositiu funciona en principi gairebé de la mateixa manera que el detector de radiació de retrodispersió utilitzat per disparar els coets de frenada de la càpsula espacial Soyuz. A Swords of Mars s'introdueix un volant amb algun tipus de cervell mecànic. Controlat pel pensament, es pot controlar remotament en vol o rebre instruccions de viatjar a qualsevol destinació.

### Armes
Les armes de foc són habituals i fan servir bales "Radium", que exploten quan s'exposen a la llum solar. Algunes armes són específiques de races o inventors. Els misteriosos marcians grocs, que viuen en ciutats secretes amb cúpula de vidre als pols i apareixen a The Warlord of Mars, tenen una forma d’imant que els permet atraure embarcacions voladores i provocar que es trenquin. El científic Phor Tak, que apareix a A Fighting Man of Mars, ha desenvolupat un raig desintegrador i també una pasta que fa que vehicles com els voladors siguin impermeables als seus efectes. També desenvolupa un míssil que busca embarcacions protegides d'aquesta manera i un mitjà per fer invisibles els volants que es converteixen en un dispositiu argumental clau de la novel·la. No obstant això, si bé hi ha armes avançades disponibles, la majoria dels marcians prefereixen el combat cos a cos, sobretot amb espases, i el seu nivell d’habilitat és altament impressionant. Els guerrers sovint estan armats amb quatre armes (en ordre descendent, pistola, espasa llarga, espasa curta i punyal) i es considera poc cavalleresc defensar-se amb qualsevol altra arma que no sigui l’utilitzada en un atac (o una menor).

### Planta d'atmosfera
Hi ha moltes meravelles tecnològiques a les novel·les, algunes són obres d’enginyeria colossals. L’aire que fa fallida al planeta moribund és mantingut per una planta de l’atmosfera, i la restauració d’aquest és un component argumental d’A Princess of Mars. Es descriu com a 6 quilòmetres a través de les parets amb 30 metres en profunditat i portes d'entrada de telepàtica de 6,1 metres de gruix d'acer.

### Medicina i biologia
La medicina marciana sol avançar-se a la Terra. Diversos "ungüents" i "salves", especialment atribuïts a les dones marcianes verdes, són capaços de curar totes les ferides, excepte les mortals, en qüestió d'hores, com es veu per primera vegada a A Princess of Mars. A The Master Mind of Mars el geni envellit de Ras Thavas ha perfeccionat els mitjans per trasplantar òrgans, extremitats i cervells, que durant els seus experiments permuta entre animals i humanoides, homes i dones i joves i grans. Més tard, a Synthetic Men of Mars, descobreix el secret de la vida i crea un exèrcit de servents i guerrers artificials cultivats en tines gegants plenes de teixit orgànic. Freqüentment surten deformats, són volàtils i són difícils de controlar, i després amenacen amb fer-se amb el planeta.

### Roba
Els marcians no porten roba que no siguin joies i arnesos de cuir, dissenyats per contenir des de l’armament d’un guerrer fins a bosses amb articles de tocador i altres útils; els únics casos en què els barsoomians porten roba habitualment són per necessitat d'escalfor, com per exemple per viatjar a les regions polars del nord descrites a The Warlord of Mars.
Aquesta preferència per la quasi nuesa proporciona un tema estimulant per als il·lustradors de les històries, tot i que l'art per a moltes edicions del mercat massiu dels llibres presenta a Carter i als nadius de Basroom amb tapalls i altres cobertures mínimes, o empren ombres estratègicament posades per a cobrir els genitals i els pits femenins.

## Fauna
Sembla que la majoria de les criatures marcianes de Burrough són aproximadament equivalents a les que es troben a la Terra, tot i que la majoria semblen tenir diverses potes (generalment un total de sis extremitats, però de vegades fins a deu) i totes són ponedores d'ous.

### "Insectes", "rèptils" i "ocells"
- Sith: insecte gegant, verinós, semblant a una vespa endèmica de la selva de Kaolian.[9]
- Rèptils: es descriuen com repulsius i generalment verinosos, i inclouen:
  - Darseen, un rèptil semblant al camaleó.
  - Silian, un monstre marí antàrtic trobat al mar perdut de Korus.
- Aus: Burroughs ens diu que les aus marcianes tenen un brillant plomall, però l’única espècie realment descrita és l'enorme malagor, originari dels grans pantans toolians.

### "Mamífers"

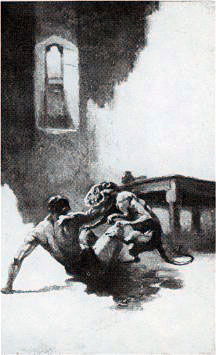
Ulsio il·lustrat per J. Allen St. John a la primera edició de Chessmen de Mart

Tots els equivalents de mamífers marcians tenen pell, i les varietats domèstiques i salvatges són descrites per Burroughs.

#### Domesticat
- Sorak: una petita criatura de sis potes, equivalent a un gat.
- Calot: una gran criatura semblant a un gos amb una boca semblant a una granota i tres fileres de dents i deu potes. John Carter té el seu propi calot, anomenat Woola, que és el seu fidel company durant la major part de A Princess of Mars i The Warlord of Mars.
- Thoat: un cavall marcià. Té quatre potes a cada costat del cos i una cua ampla i plana, més ampla a l’àpex que a la base i que s'allarga mentre corre. El Gran Thoat és utilitzat com a muntura pels marcians verds i fa uns 3 metres d'alçada fins a l'espatlla; el Thoat Menor criat pels marcians vermells té una mida més propera als cavalls de la Terra. El Thoat es descriu com un animal de color pissarra, amb la part inferior blanca i les potes i els peus grocs.
- Zitidar: animal de tir, descrit com similar als mastodonts.

#### Salvatge
- Apt: una gran criatura àrtica de pell blanca amb sis extremitats, quatre de potes, que li donen una velocitat ràpida, i dues de braços amb mans sense pèl, amb les quals atrapa les preses. Té ullals que creixen des de la seva mandíbula inferior i grans ulls semblants als dels insectes. Apareix a The Warlord of Mars.[9]
- Banth: un "lleó" barsoomià. Caça als turons que envolten els mars morts de Barsoom. Té un cos llarg i elegant, amb deu potes i grans mandíbules equipades amb diverses fileres d'ullals esmolats en una boca que s'estén gairebé fins a les orelles, petites. Quasi tot sense pèls, excepte una crinera gruixuda al coll. Té uns ulls verds grans i sortints.[24]
- Ulsio: una espècie de "rata" barsoomiana, descrita com un excavador de la mida d'un gos.
- White Ape : criatures semblants als goril·les, enormes i ferotges, semiintel·ligents, amb un conjunt de braços addicionals, que apareixen per primera vegada a A Princess of Mars.

#### Altres
- Els Rykors són criatures sense cap però semblants a les humanes criades pels Kaldanes, que apareixen només a The Chessmen of Mars.
- Homes Planta: monstres trobats a la vall Dor. Tenen entre 10 i 12 peus (3.0 i 3.7 m) d’alçada en posició vertical, amb cossos sense pèls de forma semblant als humans, excepte els peus plans amples de 3 peus (0.9 m) de longitud i una longitud de 6-peu (1.8 m) de cua, que passa d'un perfil rodó a una forma de fulla plana a la punta. També tenen braços curts i sinuosos, semblants a les trompes d’elefant, que acaben amb mans talonades amb la boca posada als palmells.[24] També ataca i alimenta els pelegrins marcians, que viatgen a la vall Dor esperant trobar el paradís final.[15] Les seves cares són sense boca, amb el nas com una ferida oberta, un sol ull blanc envoltat d'una banda blanca i els cabells negres de 10 a 12 centímetres de llargada, cada cadena de gruix similar a un cuc de terra. Apareixen a The Gods of Mars. Els homes planta tenen una boca al palmell de cada mà, amb la qual s'alimenten de vegetació tendra (que esquilen amb els seus garrots afilats) o de la sang de les seves víctimes.[25] Després que "la sang contaminada de la vida hagi estat extreta" d'un ésser humà pels homes vegetals, la carn pot ser menjada pels Holy Therns, una altra raça barsoomiana.[26]
- Orluk: un depredador àrtic amb un pelatge de ratlles negres i grogues, les potes no es descriuen.

## Temes

### Frontera americana
Barsoom es pot veure com una mena de far west marcià. John Carter mateix és un fronterer aventurer. Quan arriba a Barsoom, el compara per primera vegada amb el paisatge d'Arizona que ha deixat enrere. Descobreix un món salvatge i fronterer on els marcians vermells civils es mantenen vigoritzats com a raça rebutjant els constants atacs dels marcians verds, un possible equivalent dels ideals del salvatge oest. De fet, els marcians verds són una cultura tribal bàrbara, nòmada, amb molts paral·lels als estereotips dels indis americans. El desig de tornar a la frontera es va fer habitual a principis del segle XX a Amèrica. A mesura que els Estats Units es van urbanitzant, el món de la frontera nord-americana del segle xix es va romanticitzar com un món perdut de llibertat i qualitats nobles.

### Raça
La raça és un tema constant a les novel·les de Barsoom i el món està clarament dividit en línies racials. Les races vermelles, verdes, blanques, negres i grogues apareixen a les novel·les, cadascuna amb trets i qualitats particulars que semblen definir els caràcters dels individus. En aquest sentit, el concepte de raça de Burroughs, tal com es representa a les novel·les, s'assembla més a una divisió entre espècies. Els marcians vermells i verds són oposats gairebé complets els uns dels altres, sent els marcians vermells civilitzats, lícits, capaços d’estimar i formar famílies, i els marcians verds són salvatges, cruels, tribals i sense famílies ni la capacitat de formar relacions romàntiques. Tot i així, l’amistat entre individus de diferents nacions i races és un tema freqüent que condueix les històries.

### Enganys religiosos
La sèrie Barsoom presenta un seguit d’incidents d’enganys religiosos o l’ús de la superstició per part dels que tenen el poder per controlar i manipular els altres. Burroughs està especialment preocupat per la hipocresia dels líders religiosos. Això s'estableix per primera vegada a A Princss of Mars però es fa particularment evident a la seqüela, The Gods of Mars. En arribar als 1.000 anys d’edat, gairebé tots els marcians emprenen un pelegrinatge al riu Iss, esperant trobar una vall del paradís místic; el que troben és, de fet, una trampa mortal, poblada per ferotges criatures i supervisada per una raça de sacerdots cruels i caníbals coneguts com a Therns, que perpetuen la religió marciana a través d’una xarxa d’espies a tot el planeta.
La batalla de John Carter per rastrejar les restes dels Therns i els seus amos continua a la seqüela, The Warlord of Mars. Sacerdots més enganyosos en una nació controlada per aquests apareixen a The Master Mind of Mars, en aquesta ocasió manipulant un ídol del temple per controlar els seguidors.
Burroughs va continuar aquest tema en les seves nombroses novel·les de Tarzan. Burroughs no era antireligiós; no obstant això, estava preocupat pels seguidors que confiaven en les religions i que eren maltractats i explotats, i veia això com una característica comuna de la religió organitzada.

### Intel·lectualisme excessiu
Tot i que Burroughs es considera generalment com un escriptor que produïa obres de sofisticació filosòfica limitada, va escriure dues novel·les de Barsoom que semblen explorar o parodiar els límits d’un desenvolupament intel·lectual excessiu a costa de l'existència corporal o física. El primer va ser Thuvia, Maid of Mars, en què Thuvia i Carthoris descobreixen un romanent de l’antiga civilització marciana blanca, els lotaris. La majoria dels lotaris s'han extingit, però mantenen la il·lusió d’una societat en funcionament a través de potents projeccions telepàtiques. Han format dues faccions que semblen retratar els excessos del debat intel·lectual inútil. Una facció, els realistes, creu en imaginar els menjars per proporcionar aliment; una altra, els eteristes, creu en sobreviure sense menjar.
The Chessmen of Mars és el segon exemple d’aquesta tendència. Els Kaldanes han sacrificat els seus cossos per convertir-se en cervell pur, però tot i que poden relacionar-se amb els cossos de Rykor, la seva capacitat de funcionament, en comparació amb les persones normals de ment i cos integrats, és ineficaç i maldestra. Els Kaldanes, tot i que són molt intel·ligents, són criatures lletges i ineficaces quan no estan relacionades amb un cos de Rykor. Tara d'Helium els compara amb intel·lectuals efímers de la seva ciutat natal, amb un sentit de superioritat important; i Gahan de Gathol reflexiona que potser seria millor trobar un equilibri entre l’intel·lecte i les passions corporals.

### Paradoxa de "superioritat"
Alguns dels pobles de Barsoom, especialment els terns i els primogènits, es consideren "superiors" als pobles de "menys ordre" de Barsoom. S'estableix una paradoxa en què els terns i els primogènits, tot i que tenen una estima tan elevada, depenen, però, d’aquests ordres menors per a la seva subsistència, treball i béns. Els terns i els primogènits són pobles "no productius" i no produeixen ni inventen res, ja que es veu que aquest treball està sota ells. Això es veu accentuat pel fet que els Therns i els Primogènits estan obligats a crear fortaleses a les regions polars sud, per aïllar-se de la resta del planeta dominat principalment pels marcians vermells i verds. Un fet irònic particular s'introdueix pel fet que els Therns blancs pensen que controlen i manipulen tot el planeta, quan al seu torn són explotats sense saber-ho pel Primogènit negre.

## Antecedents i influències en Burroughs

### Inspiració científica

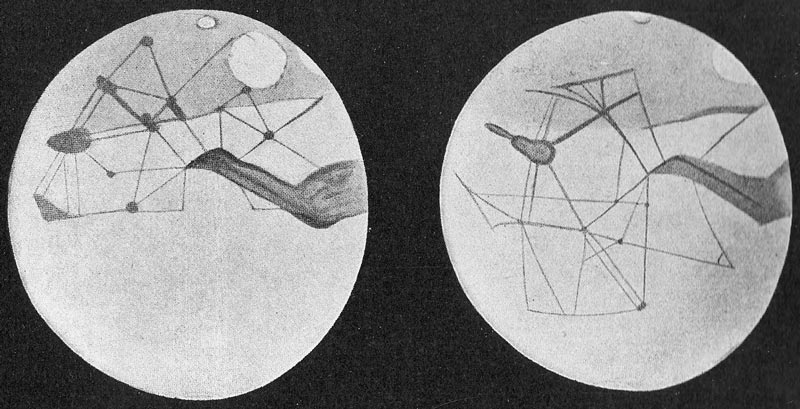
Canals marcians descrits per Percival Lowell.

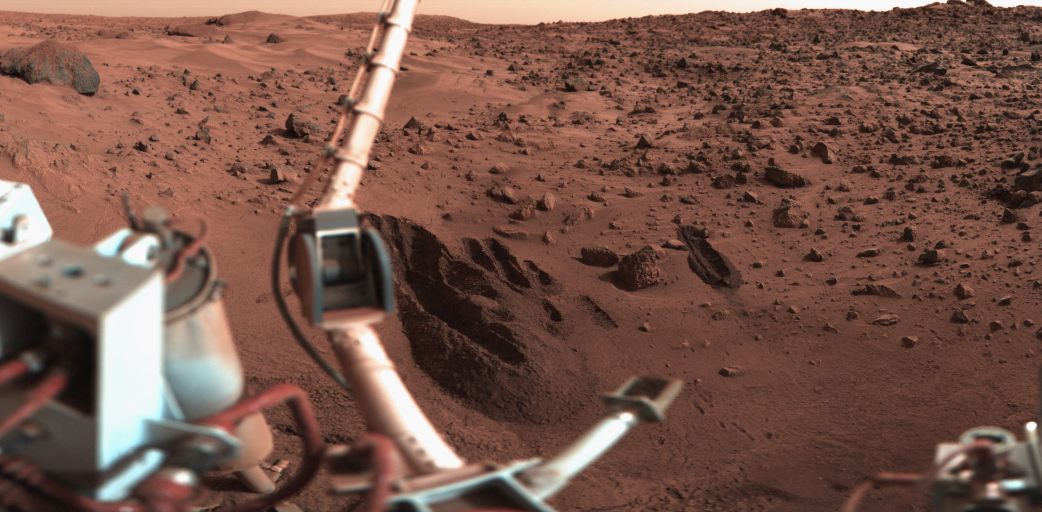
Superfície àrida, sense vida, de Mart, vist per la Sonda Viking.

El concepte de Burroughs sobre un Mart moribund i els canals marcians segueix les teories de Lowell i del seu predecessor Giovanni Schiaparelli. El 1878, l'astrònom italià Giovanni Virginio Schiaparelli va observar a Mart aspectes geològics que va anomenar canali (italià: "canals"). Això es va traduir malament a l'anglès com a "canals" que, en tractar-se de cursos d'aigua artificials, van alimentar la creença que hi havia algun tipus de vida extraterrestre intel·ligent al planeta. Això va influir encara més en l'astrònom nord-americà Percival Lowell.
El 1895 Lowell va publicar un llibre titulat Mart que especulava sobre un paisatge àrid i moribund, els habitants del qual havien estat obligats a construir canals de milers de quilòmetres de llarg per portar aigua dels casquets polars (que ara es coneix principalment com a diòxid de carboni congelat o "gel sec") per regar la resta de terres de conreu. Lowell el seguí amb Mars and Its Canals (1906) i Mars as an Abode Life (1908). Aquests llibres van formar idees científiques destacades sobre les condicions del planeta vermell als primers anys del segle xx. Sembla que Burroughs no va basar la seva visió de Mart en la lectura precisa de les teories de Lowell, però, ja que una sèrie d’errors en els seus llibres suggereixen que va obtenir la major part de la seva informació d’articles de diaris i altres relats populars de Mart de Lowell.
El concepte de canals amb aigua que flueix i un món on la vida era possible es va demostrar posteriorment erroni mitjançant una observació més precisa del planeta. Els desembarcaments posteriors de sondes nord-americanes com les dues missions Viking van trobar un món mort massa fred (i amb una atmosfera massa fina) perquè l’aigua existís en estat fluid.

### Ficció de Mart anterior

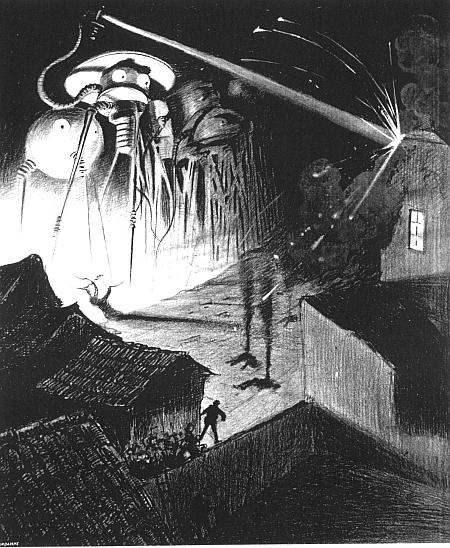
Marcians fugint d'un Mart moribund, envaeixen la Terra a La Guerra dels Mons.

La primera ciència-ficció ambientada a Mart podria ser Across the Zodiac, de Percy Greg, publicada el 1880, que es referia a una guerra civil a Mart. Una altra novel·la de Mart, que tracta de marcians benvolents que arriben a la Terra, va ser publicada el 1897 per Kurd Lasswitz, Auf Zwei Planeten. No es va traduir fins al 1971 i, per tant, era poc probable que influís en Burroughs, tot i que representava un Mart influït per les idees de Percival Lowell. Altres exemples són Mr. Stranger's Sealed Packet (1889), que va tenir lloc a Mart; Journey to Mars de Gustavus W. Popes (1894); i Pharaoh's Broker d'Ellsworth Douglas, en què el protagonista es troba amb una civilització egípcia a Mart que, tot i ser paral·lela a la de la Terra, ha evolucionat d'alguna manera independentment.
La novel·la de H.G. Wells, La guerra dels mons, influïda definitivament per Lowell i publicada el 1898, va crear el precedent d'una sèrie de tropes de marcians perdurables en l'escriptura de ciència-ficció. Aquests inclouen que Mart és un món antic, que s'acosta al final de la seva vida; ser la llar d’una civilització superior, capaç d’haver avançat en proeses de ciència i enginyeria; i una font de forces d'invasió, desitjoses de conquerir la Terra. Les dues primeres tropes van ser destacades a la sèrie Barsoom de Burroughs. Burroughs, però, va afirmar no haver llegit mai cap dels llibres de HG Wells. Lowell va ser probablement la major influència directa sobre Burroughs.
Richard A. Lupoff va afirmar que Burroughs va influir en l'escriptura de les seves històries marcianes de la novel·la anterior d'Edwin Lester Arnold, Lieut. Gullivar Jones: His Vacation (1905) (posteriorment titulat Gulliver of Mars). Gullivar Jones, que viatja a Mart en catifa volant més que no pas per projecció astral, es troba amb una civilització amb semblances a les trobades a Barsoom, rescata una princesa marciana i fins i tot fa un viatge per un riu similar al Iss de The Gods of Mars. Lupoff també va suggerir que Burroughs va derivar les característiques del seu protagonista principal John Carter de Phra, heroi de The Wonderful Adventures of Phra the Phoenician(1890), que també és un aventurer i un mestre d'esgrima per a qui la mort no és cap obstacle. Les teories de Lupoff van ser discutides per nombrosos estudiosos de l'obra de Burroughs; Lupoff va contrarestar, afirmant que moltes de les històries de Burroughs tenien antecedents en obres anteriors i que això no era inusual per als escriptors.

## Influència de Burroughs

### Científics
La sèrie Barsoom de Burroughs va ser molt popular entre els lectors nord-americans i molts científics que van créixer llegint les novel·les i van ajudar a inspirar el suport del públic al programa espacial dels Estats Units. Els lectors van incloure alguns dels primers pioners de l'espai i els implicats en la recerca de vida en altres planetes. El científic Carl Sagan va llegir els llibres quan era petit i van continuar afectant la seva imaginació fins a la seva vida adulta. Va recordar Barsoom com un "món de ciutats en ruïnes, canals que envolten planetes, immenses estacions de bombeig, una societat tecnològica feudal". Durant dues dècades, un mapa del planeta, tal com imaginava Burroughs, va penjar al passadís, fora de l'oficina de Sagan, a la Universitat de Cornell. L’autor va influir tant en l'exploració real de Mart que va donar el seu nom a un cràter d’impacte.

### Ciència-ficció

L'escriptor de ciència-ficció Arthur C Clarke es va inspirar en Barsoom.

Els coneguts escriptors de ciència-ficció Ray Bradbury i Arthur C. Clarke van llegir i es van inspirar en la sèrie de llibres de Barsoom durant la seva joventut. Bradbury admirava els estimulants relats romàntics de Burroughs, i van ser una inspiració per a The Martian Chronicles (1950), en què utilitzava alguns conceptes similars de Mart moribund. Robert A. Heinlein també va escriure ficció inspirada en la sèrie Barsoom, i per a molts altres la sèrie va ajudar a establir Mart com un destí aventurer i atractiu per a la imaginació.

#### Jocs
Les regles dels Warriors of Mars per a la guerra en miniatura de Gary Gygax i Brian Blume van ser controvertides, i una disputa legal amb els propietaris dels drets de la sèrie Barsoom va provocar la retirada d'aquest títol del mercat.
Altres jocs inclouen el joc de rol publicat per Heritage Models, Inc. el 1978 i SPI's (Simulations Publications, Inc.) Boardgame: "John Carter: Warlord of Mars" publicat el 1979.
Eclipse Phase presenta marcians rurals nòmades anomenats barsoomians.

#### Novel·les i històries curtes
Nombroses novel·les i sèries es van inspirar en els llibres de Burroughs a Mars: la trilogia de Radio Planet de Ralph Milne Farley; les novel·les de Mart i Venus d' Otis Adelbert Kline; Almuric de Robert E. Howard ; Warrior of Llanr i Thief of Llarn de Gardner Fox ; Tarzan a Mart, Go-Man i Thundar, Man of two worlds de John Bloodstone; la trilogia Michael Kane de Michael Moorcock; The Dream-Quest of Unknown Kadath, a través de les portes de la clau de plata de HP Lovecraft, la sèrie Gor de John Norman; la sèrie Callisto i la sèrie Green Star de Lin Carter; The Goddess of Ganymede i Pursuit of Ganymede de Mike Resnick ; i la sèrie Dray Prescot d’Alan Burt Akers (Kenneth Bulmer). A més, Leigh Brackett, Ray Bradbury, Andre Norton, Marion Zimmer Bradley i Alan Dean Foster mostren la influència de Burroughs en la seva creació de cultures i mons alienígenes.
Les novel·les de Robert A. Heinlein Glory Road i The Number of the Beast, i les novel·les gràfiques d’Alan Moore d’Allan and the Sundered Veil i The League of Extraordinary Gentlemen, volum II, fan referència directa a Barsoom.
A la sèrie World of Tiers, de Philip José Farmer (1965-1993), Kickaha, protagonista de l'aventurer de la sèrie, demana al seu amic The Creator of Universes que li creï un Barsoom. Aquest últim només accepta fer un món buit, ja que "aniria massa lluny crear totes aquestes fabuloses criatures només perquè us divertiu fent passar l'espasa per elles". Kickaha visita de tant en tant el Barsoom buit, amb bells palaus en què ningú no va viure mai, però se’n va frustrat.
La història de L. Sprague de Camp "Sir Harold of Zodanga " refà i racionalitza Barsoom com un món paral·lel visitat pel seu heroi saltador de dimensions Harold Shea. De Camp explica les desviacions de Burroughs de la física o la lògica retratant tant a Burroughs com a Carter una tendència a exagerar en la seva narració, i la tecnologia barsoomiana menys avançada del que es presenta habitualment.
El 1989 Larry Niven i Steven Barnes van publicar "The Barsoom Project", el segon de la sèrie <i>Dream Park</i>, on un projecte de terraformació i colonització marcià rep el nom dels llibres de Barsoom.
La novel·la de 2008, In The Courts of the Crimson Kings, de l'escriptor de ciència-ficció Stirling, és un relat alternatiu de la història de la Princess of Mars, però aquesta vegada la princesa és un personatge molt poderós.
La sèrie Den de Richard Corben també sembla estar inspirada en la sèrie Barsoom. Hi apareix un heroi, Den, que arriba misteriosament nu a un planeta (en gran part) desert, on es converteix en un gran guerrer i on els humanoides no porten roba. Moltes de les criatures s'assemblen a la descripció dels simis blancs dels Gods of Mars. Com John Carter, també rep una gran destresa física en arribar a Neverwhere, tot i que la destresa de Carter prové de la gravetat, mentre que Den experimenta una transformació física completa.
A A Wizard of Mars de Diane Duane, el personatge principal Kit és un gran fan de la sèrie Barsoom i un artefacte màgic llarg recrea Barsoom mentre Kit ho imagina per comunicar-se amb ell.
"Mars: The Home Front", un relat curt de George Alec Effinger, publicat a War of the Worlds: Global Dispatches, és un crossover entre la sèrie Barsoom i The War of the Worlds de HG Wells, amb els marcians de Wells representats com una raça barsoomiana addicional malèfica i John Carter lluitant contra ells per ajudar a frustrar la seva invasió de la Terra.
En els primers capítols de la novel·la de Gore Vidal, Washington, DC, el personatge Peter Sanford -setze al començament de la trama- es lliura a fantasies vives i detallades de ser John Carter i afegeix escenes eròtiques explícites que no apareixen als llibres originals de Burroughs.
A la novel·la Lockstep de Karl Schroeder, ambientada durant més de 14.000 anys en el futur, Mart s'ha terraformat i passa a denominar-se Barsoom, ja que els seus habitants humans ja no recorden que el món es va anomenar mai Mart. Aquest Barsoom està cobert de canals i ruïnes de les civilitzacions dels mil·lennis anteriors, i també s'esmenta que està habitat per tàrquics d’enginyeria genètica. El governant de Barsoom també és fill d'un home anomenat Carter.

#### Poesia
Els poemes de ciència-ficció al llibre d'Oscar Hurtado La Ciudad Muerta de Korad (La Ciutat Morta de Korad, en castellà) és ple de intertextualities amb el Barsoom sèrie, així com amb el Sherlock Holmes de les novel·les d'Arthur Conan Doyle, la Ilíada, contes populars per a nens i altres referències.
La Ciutat Morta de Korad va ser publicat el 1964 i marca l'inici del gènere de ciència-ficció a Cuba.

#### Pel·lícules i televisió
- Avatar: en entrevistes, James Cameron ha invocat Burroughs com una de les inspiracions principals de la seva aventura espacial del 2009.[36]
- Babilònia 5: en aquesta sèrie de televisió de ciència-ficció, es revela que Amanda Carter, ciutadana marciana i defensora de la independència de Mart de la Terra, va tenir un avi anomenat John, que va ser un pioner colon a Mart. Ho ha confirmat el creador de la sèrie J. Michael Straczynski com una referència feta per l'escriptor d'episodis Larry DiTillio a John Carter of Mars.[37]

## Adaptacions

### Tires de còmic
Amb la tira còmica de Tarzan, un èxit popular, els diaris van començar una adaptació de la historieta d'A Princess of Mars dibuixada pel fill d’Edgar Rice Burroughs, John Coleman Burroughs. Mai fou tan popular com Tarzan, va aparèixer en només quatre diaris dominicals, del 7 de desembre de 1941 al 28 de març de 1943.
John Carter va aparèixer en una de les històries de historietes de Tarzan de l'últim diumenge, dibuixades per Gray Morrow.

### Llibres de còmic
- The Funnies: aquest còmic inclou una sèrie de John Carter dibuixada per John Coleman Burroughs, que va tenir 23 números.
- John Carter (Dell Comics): Dell va publicar tres còmics el 1952, adaptant els primers tres llibres de Barsoom, dibuixats per Jesse Marsh, que era l’artista de Dell Tarzan en aquell moment. Eren els còmics de quatre colors # 375, 437 i 488. Més tard van ser reimpresos pel successor de Dell, Gold Key Comics com a John Carter of Mars # 1-3.
- A Princess of Mars (The Sun): aquest còmic del Regne Unit es va publicar en sèrie setmanal del 1958 al 1959, adaptat per Robert Forrest.
- ABC Magazine, Txecoslovàquia: Les primeres quatre novel·les de Barsoom es van imprimir en dues sèries de còmics (51 pàgines en total) del 1970 al 1972 (Escrita per Vlastislav Toman, amb els pintors Jiří Veškrna i Milan Ressel). Es van reimprimir el 2001 al còmic Velká Kniha Komiksů I.[38]
- John Carter a Tarzan (DC Comics): John Carter es va publicar com un serial de la sèrie Tarzan, números 207-209, després de la qual es va traslladar a Weird Worlds, compartint l'estat de sèrial principal juntament amb una adaptació de les històries de "Pellucidar" de Burroughs. Als números 1-7; es va tornar a convertir en un serial secundari de Tarzan Family núm. 62-64. Una història que no pertanyia a John Carter de Barsoom també va aparèixer al número 60 de Tarzan Family.
- John Carter, Warlord of Mars (Marvel Comics): aquesta sèrie va començar el 1977 i va durar 28 números (i es van publicar tres anuals).
- Tira còmica de Tarzan: el 1995, l'escriptor Don Kraar va ambientar una història a Barsoom amb Tarzan, David Innes i John Carter.
- The League of Extraordinary Gentlemen (DC Comics): John Carter va fer una aparició notable en el segon volum de la sèrie escrit per Alan Moore. Juntament amb altres personatges literaris marcians (inclosos Gullivar Jones i els séroni, aquest últims una espècie d'humanoides creats per C.S. Lewis per la seva noevl·la Out of the Silent Planet), lidera una campanya contra els marcians de La guerra dels mons.
- Warlord of Mars (Dynamite Entertainment): a partir de l'octubre del 2010, Dynamite va començar a publicar una sèrie en curs titulada Warlord of Mars. Els dos primers números van servir com a història preliminar, els números 3-9 van adaptar Una princess de Mart i els números 10-12 van ser una història original.
- Warlord of Mars: Dejah Thoris (Dynamite Entertainment): a partir del març del 2011, s'estableix 400 anys abans d'Una princesa de Mart i se centra en Dejah Thoris, el seu primer pretendent, i el seu paper en l’ascens al poder del Regne d’Heli.
- Warlord of Mars: Fall of Barsoom (Dynamite Entertainment): a partir del juliol del 2011, se situa 100.000 anys abans que Una princesa de Mart i se centra en l’intent de dos Orovars de salvar Mart a mesura que els mars s'assequen i l’atmosfera es fa prima.
- John Carter: A Princess of Mars (Marvel Comics): a partir del setembre de 2011.
- John Carter: World of Mars (Marvel Comics): a partir de l'octubre de 2011.
- Warriors of Mars (Dynamite Entertainment): a partir del febrer de 2012, tracta de la trobada de John Carter amb el tinent Gullivar Jones, un altre viatge terrestre al planeta Roig anterior al seu propi, en una minisèrie de cinc números.
- John Carter: The Gods of Mars (Marvel Comics); a partir del març del 2012.
- Dejah Thoris & the White Paes of Mars (Dynamite Entertainment): a partir de l'abril del 2012, Dejah Thoris i el seu grup es troben encallats en el camí cap a una excavació arqueològica en un antic lloc de batalla a la "cara" de Mart. Es refugien en una ciutat antiga morta infestada de simis blancs assassins.
- Dejah Thoris & the Green Men of Mars els homes verds de Mart (Dynamite Entertainment): a partir del febrer del 2013.
- Lords of Mars (Dynamite Entertainment): a partir de l'agost de 2013, un encreuament amb Tarzan.

### Pel·lícules
Princess of Mars va ser una pel·lícula publicada en vídeo del 2009, produïda per The Asylum, protagonitzada per Antonio Sabato Jr. com a John Carter i Traci Lords com a Dejah Thoris. Aquesta adaptació comença amb John Carter com a franctirador actual, ferit a l'Afganistan i després teletransportat a un altre món com a part d'un experiment governamental.
John Carter, estrenat el 9 de març del 2012, va ser una pel·lícula d’acció de gran pressupost però mediocre i que no va tenir cap èxit financer de The Walt Disney Company, dirigida per Andrew Stanton i protagonitzada per Taylor Kitsch com a John Carter i Lynn Collins com a Dejah Thoris.

### Televisió
Segons We Got This Covered, el lloc web va informar que una sèrie Reboot John Carter està en procés i s'emetrà a Disney +.

## Drets d'autor
Els drets d'autor nord-americans de les set primeres novel·les ha caducat als Estats Units i apareixen a diversos llocs de text electrònic gratuïts. No obstant això, com que tenien drets d'autor separats a Gran Bretanya, aquestes obres continuen protegides en virtut de la Convenció sobre els drets d'autor de Berna al Regne Unit i a gran part del món. Els drets d'autor australians de la resta, sense incloure John Carter of Mars (1964), també han caducat i també apareixen en línia.